# Slovener
Slovener (slovenska: Slovenci) är en sydslavisk folkgrupp, till övervägande delen bofast i republiken Slovenien, där de talar det slovenska språket. Slovenskans klassificering som sydslaviskt språk är dock inte självklar. Det finns de som menar att slovenerna är en västslavisk folkgrupp och att slovenskan i grunden är ett västslaviskt språk, men som utvecklats under sydslavisk påverkan . I slovenskan finns isoglosser, såsom grammatiska och lexikala likheter, delade med västslaviska språk , speciellt med tjeckiskan och slovakiskan, vilket tyder på att slovenskan är en gammal "brygga" mellan syd- och västslaviska språk. Fram till tidig medeltid var det geografiska område (Österrike och Ungern) som nu separerar syd- och västslaviska områden befolkat av slaviskspråkiga, med ett dialektkontinuum mellan det som blev syd- och västslaviska språk. Dessa gamla "språkbryggor" mellan syd- och västslaviska områden upplöstes sedan ungrarna intagit Donaubäckenet, slovenerna hamnat under tyskspråkigt styre och bayersk invandring till det slovenskspråkiga området i Alperna skedde. En studie publicerad 2013 av de slaviska språkens evolutionära släktskap (fylogeni), beräknad med två olika modeller utifrån lexikala och grammatiska data för språken, ger också stöd för att slovenskan är nära släkt med både syd- och västslaviska språk . Modellberäkningarna visar att slovenskan kan ha avskiljts till en egen gren i det slaviska språkträdet innan grupperingarna väst-, öst- och sydslaviska språk uppkom, alternativt avskiljdes tidigast från en gren som senare gav upphov till de västslaviska språken tjeckiska och slovakiska, samt andra sydslaviska språk. Den äldsta kända inflyttningsvågen av slovenernas slaviskspråkiga förfäder till dagens Österrike och Slovenien kom från västslaviskt kulturområde , vilket, bland annat arkeologiska fynd som klassas som tillhörande Prag-kulturen visar. Sammantaget torde det idag finnas omkring 2,2 miljoner människor i världen som anser sig vara slovener.

## Slovener i Slovenien
Av republiken Sloveniens approximativt 2 miljoner invånare utgör slovenerna 90 procent. Slovenernas språk, det slovenska, är landets officiella språk. Man värnar om minoriteternas rättigheter och därför är även ungerska och italienska officiella språk i de områden som befolkas av en ungersk och en italiensk minoritet. Den stora merparten av slovenerna bekänner sig till den romersk-katolska tron.

## Slovener i andra länder

### Österrike
I de österrikiska förbundsländerna Steiermark och Kärnten finns en slovensk minoritet (ursprungsbefolkning) som sedan första världskrigets slut stadigt minskat i antal, genom assimilering i den tyskspråkiga majoriteten. Idag består den slovenska minoriteten i dessa två förbundsländer av närmare 30 000 människor, men den exakta siffran är okänd, eftersom minoriteten inte vill låta räkna sig. På senare år finns, framförallt i Kärnten, ett ökat intresse bland elever på skolor och universitet för att lära sig slovenska. 
Österrikare med slovenskt ursprung är bland andra:
Jurij Vega (slovenska: Baron Jurij Bartolomej (von) Vega), född 23 mars 1754 i byn Sagoritza, nuvarande Slovenien, österrikisk (slovensk) officer och matematiker.
Markus Pernhart (slovenska: Marko Pernat), född 6 juli i byn Medgorje, i Kärnten, en av de tidigaste slovensk-österrikiska realistiska landskapsmålarna under Romantiken.
Johann Puch (slovenska: Janez Puh), född 27 juni 1862, grundare av Puch-Werke, Herman Potočnik (pseudonym Hermann Noordung) (December 22, 1892 - August 27, 1929) ingenjör i dåvarande Österrike-Ungern.
Fritz Pregl, född 3 september 1869 i Ljubljana, död 13 december 1930 i Graz, var en slovensk kemist från Österrike och nobelpristagare.

### Italien
Slovenska minoriteter (ursprungsbefolkning) i Italien (80 000–100 000, venetianska slovener och slovener i Italien ).
Bland andra Boris Pahor, författare från Trieste.

### Tyskland
Tyskland (22 000, främst i Baden-Württemberg) 

### Sverige
Sverige (4 000).
En känd svensk med slovenska rötter är före detta världsmästaren i professionell boxning, Armand Krajnc. Dennes föräldrar invandrade till Sverige från dagens Slovenien. Armand Kranjc deltog i Mästarnas mästare i SVT i tv-programmets andra säsong (2009/2010) och vann. 
Andra kända slovensktättade svenskar är:
Miro Zalar (född 24 mars 1957 i Ljubljana, Slovenien), före detta svensk mästare i stavhopp och sedan 2001 expertkommentator på Radiosporten.
Franko Luin (född 6 april 1941 i Trieste, Italien, och död 15 september 2005) var svensk typsnittstecknare.
Journalisten Lydia Capolicchio (född 7 januari 1964 i Borås) har en slovensk mor.
Sångerskan Petra Marklund (även känd som September) (född 12 september 1984 i Älta) som också har en slovensk mor.

### Övriga
Serbien (5 000, ditflyttade under Jugoslavien-tiden) samt i Ungern (3 000, ursprungsminoritet).